# Rudolf Wrus
Rudolf Wrus, slovenski hotelir in ljubiteljski astronom, * 3. april 1871, Planina pri Rakeku, Slovenija, † 1960, Opatija, Istra, Hrvaška.
Wrus je bil lastnik Hotela Wrus, konstruktor daljnogledov in vnet opazovalec zvezdnega neba. Večkrat je bil v tem smislu omenjen v hrvaški reviji Priroda.

## Življenje
Poročen je bil z Emilijo (Milo) Wrus (oziroma Vrus) rojeno Uršić (12. 2. 1880–13. 3. 1945), hčerko Franja Uršića (1844–19.5.1919 Opatija) šolskega ravnatelja in nadzornika. Milina mati je bila Antonija Uršić (1856 Žminj, Istra-1933 Opatija, Istra) rojena Rovis iz bogate žminjske družine. Rudolf je umrl naravne smrti v visoki starosti. Njegov grob se nahaja na pokopališču v Opatiji. Na pokopališču je na nagrobniku napisana napačna letnica njegove smrti in sicer 1950. Pravilna letnica njegove smrti je 1960.